# Mount Ashworth
Mount Ashworth ist ein 2060 m hoher Berggipfel im Norden des ostantarktischen Viktorialands. Er ragt etwa 6,5 km ostnordöstlich des Mount Ford in den Bowers Mountains auf.
Teilnehmer der Australian National Antarctic Research Expeditions im Jahr 1962 unter Phillip Law benannten ihn nach Norman F. Ashworth, Staffelführer der Royal Australian Air Force, der den Flug während dieser Expedition über Antarktika leitete.